# Birdland (club)
Pour les articles homonymes, voir Birdland.
Birdland ou The Jazz Corner of the World (le monde de Bird, Charlie Parker, ou l'intersection mondiale du jazz, en anglais) est un club de jazz emblématique de Manhattan à New York, fondé en 1949. Il est baptisé du nom de Bird, surnom du saxophoniste de jazz Charlie Parker (1920-1955). Fermé en 1965, il renaît en 1986,.

## Histoire
Ce club de jazz est un haut-lieu de jazz new-yorkais, fondé initialement au 1678 de Broadway Avenue, près de la 52e Rue (liste de clubs de jazz new-yorkais),,.

Actuel Birdland de la de Manhattan à New York
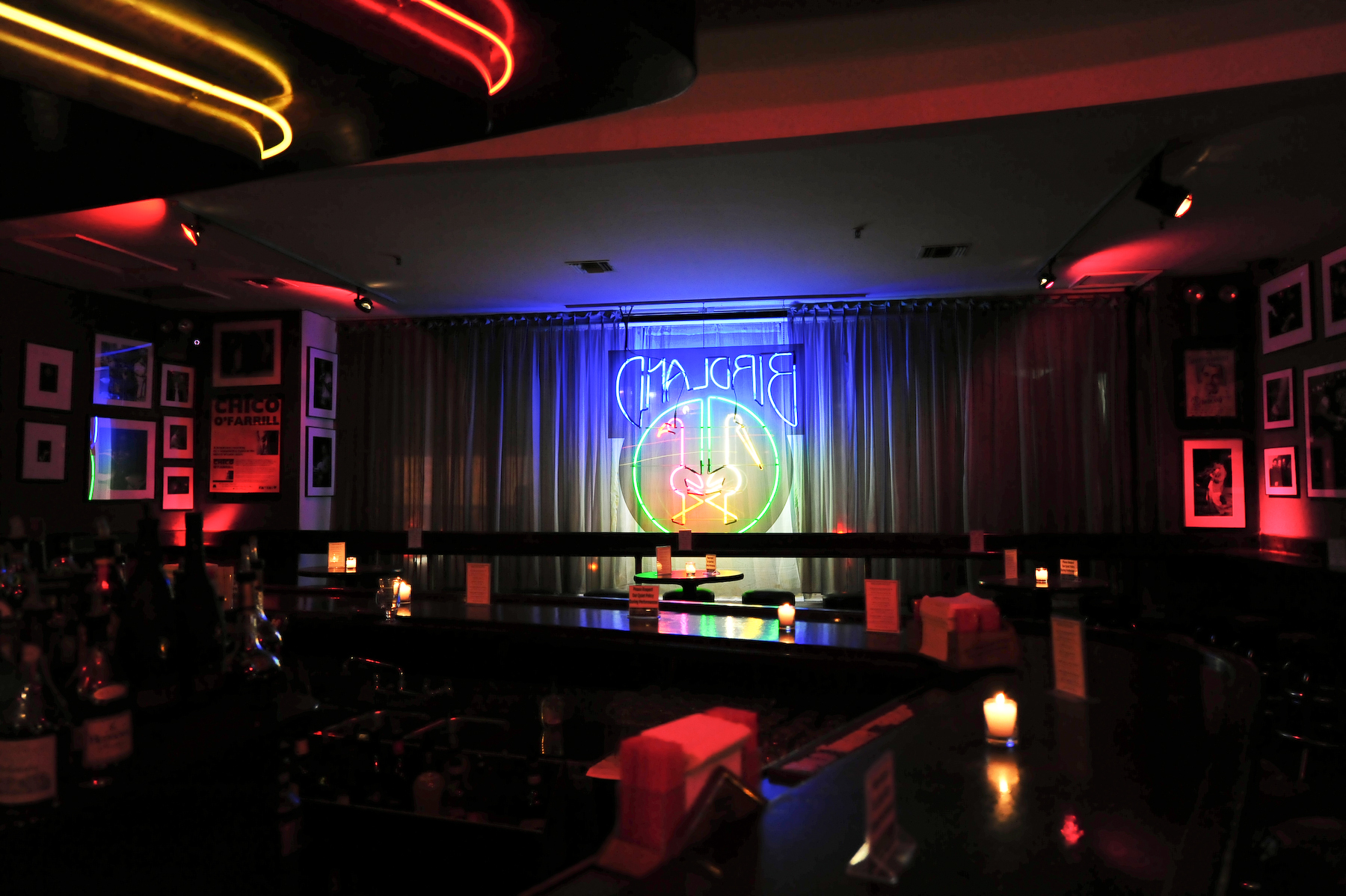
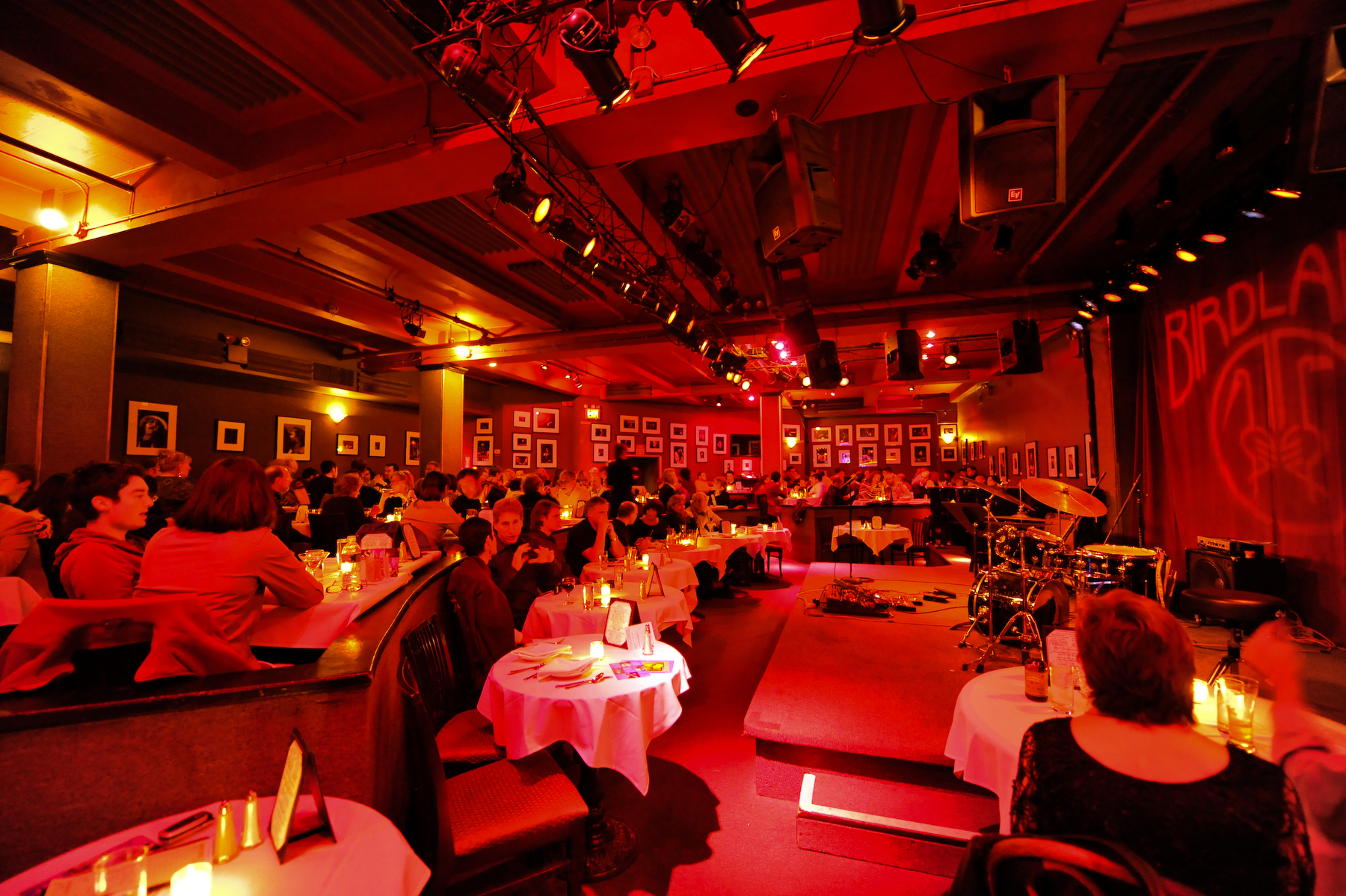
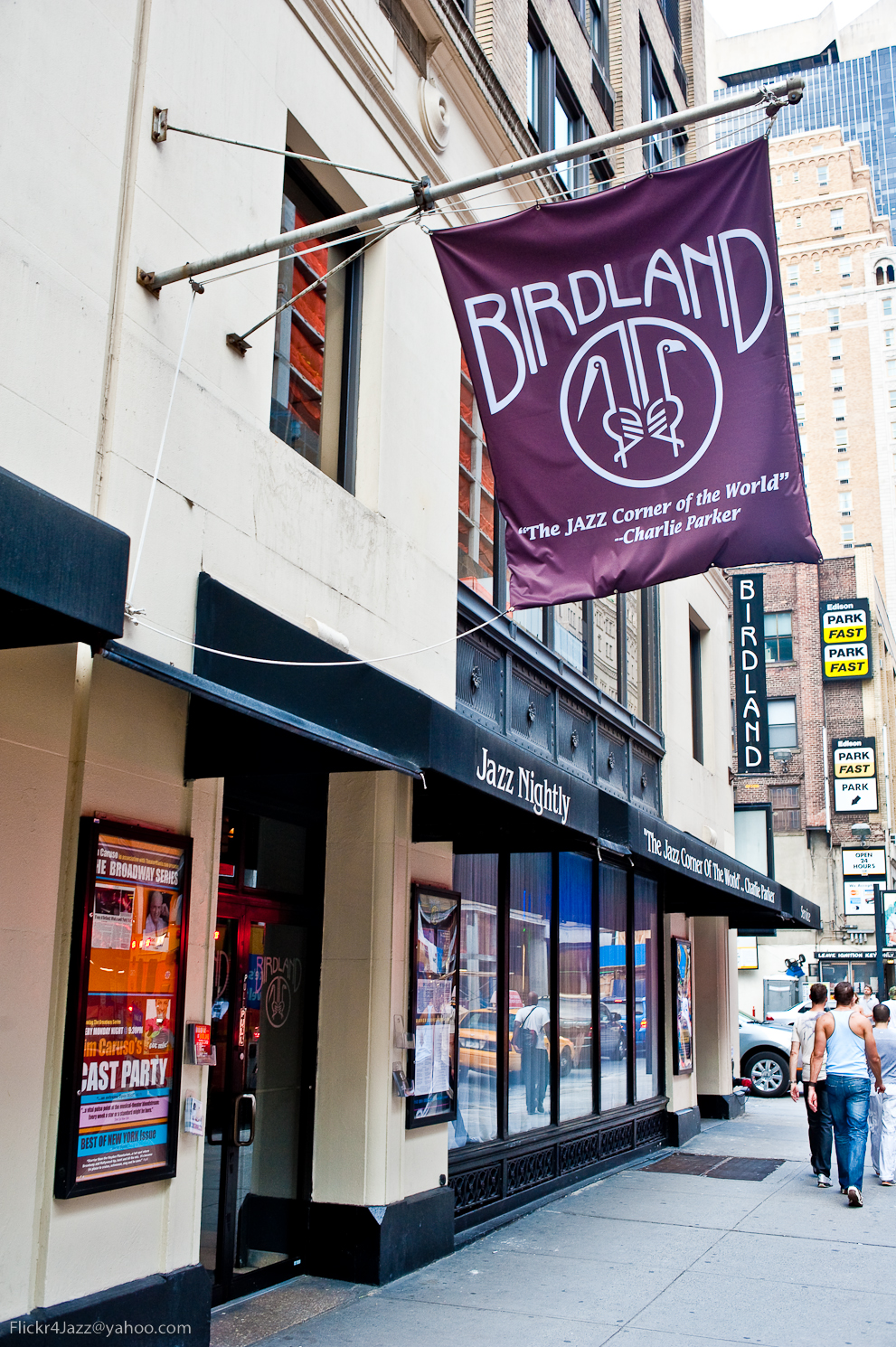

- Actuel Birdland de la 44e rue de Manhattan à New York

### Birdland (1949-1965)

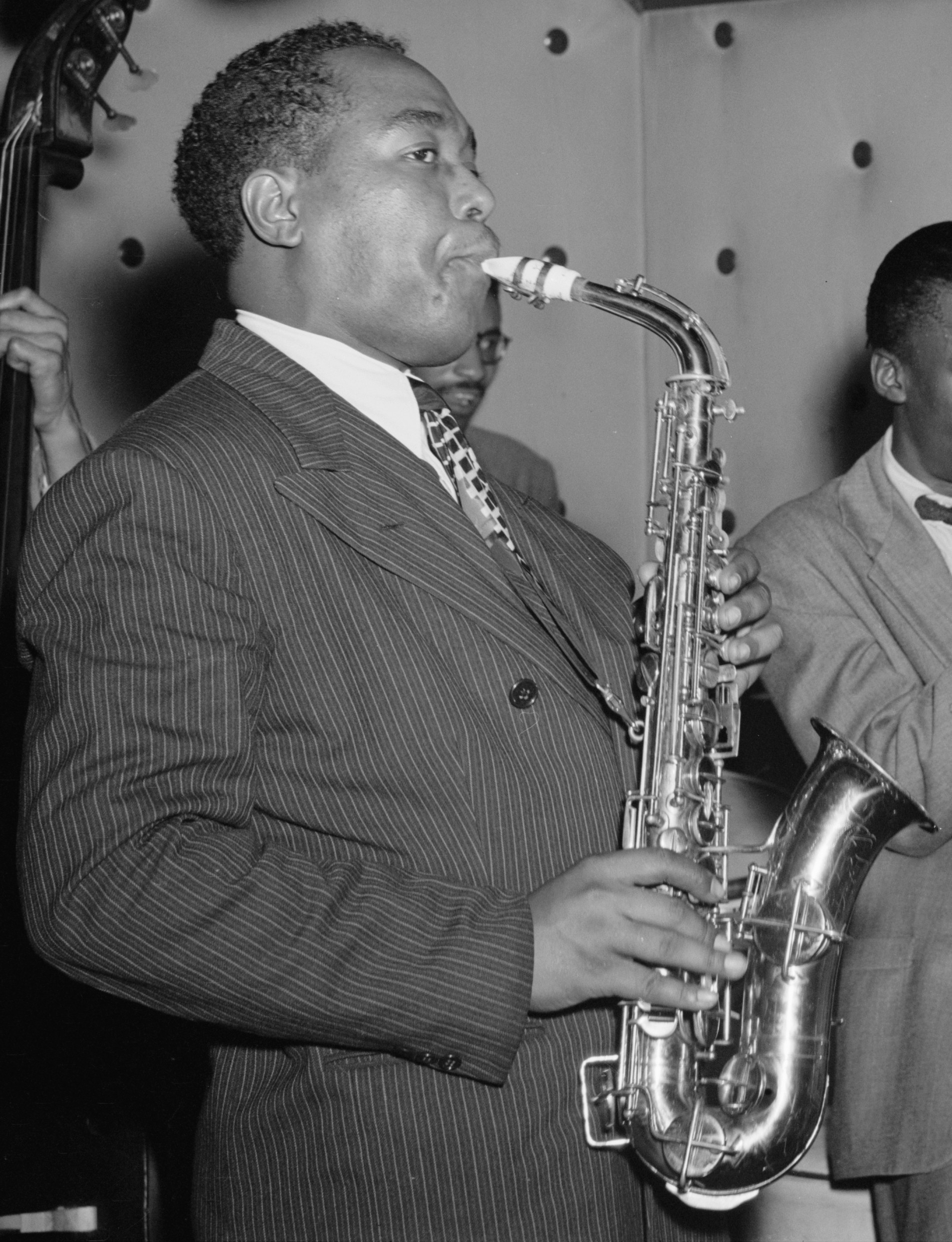
Charlie Parker (Bird) à New York, en 1948

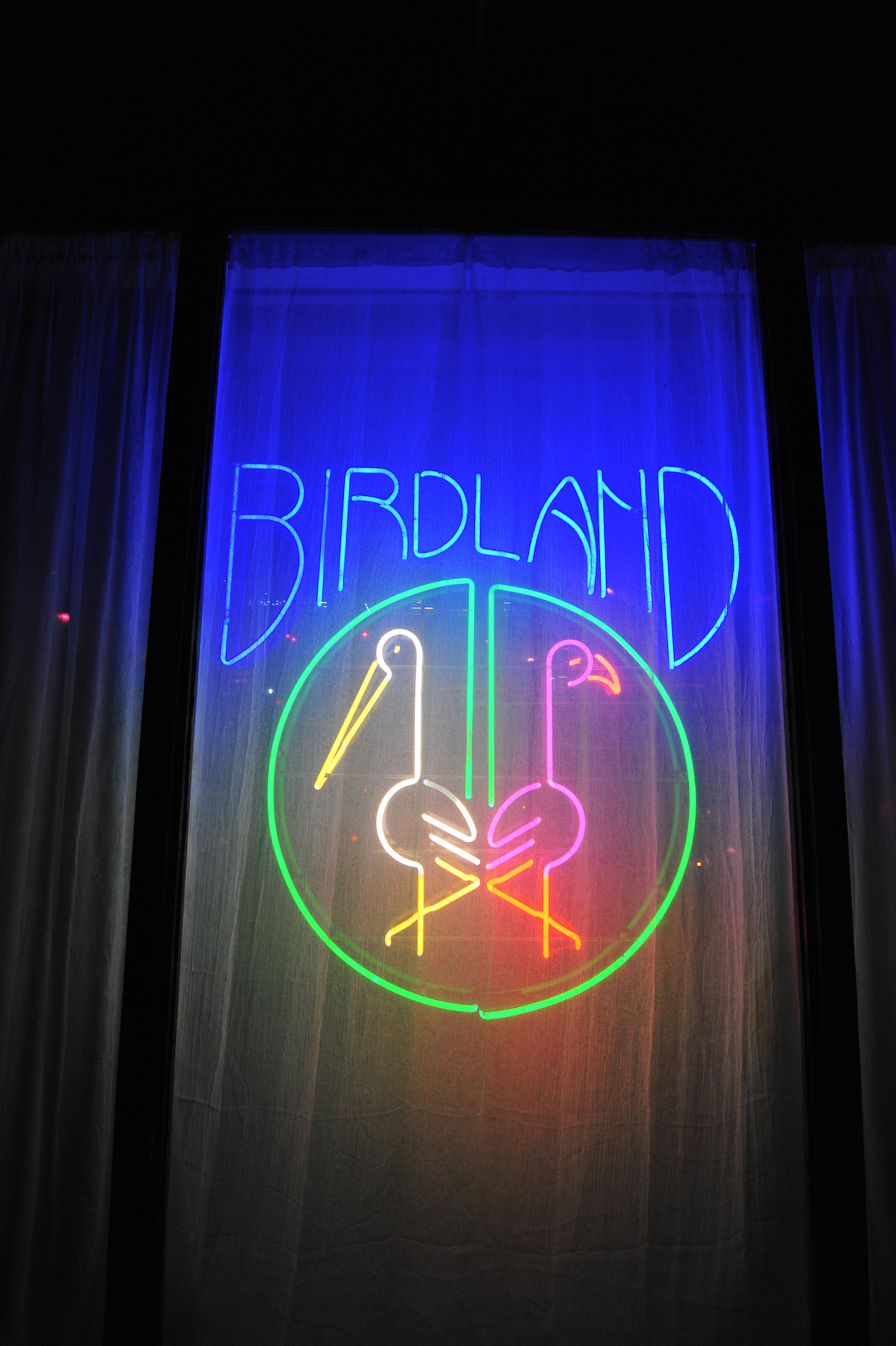

Le premier Birdland historique, d'une capacité de 400 places, est fondé en 1949 par les frères Irving et Morris Levy (en) (fondateurs du label Roulette Records), qui le baptisent du nom de Bird (Charlie Parker, star new-yorkaise emblématique de jazz bebop de l'époque). Pee Wee Marquette (en) en est le maître de cérémonie-mascotte historique d'origine, personnage pittoresque (dont l'imprésario Symphony Sid (en) prend parfois la relève),,.
George Shearing compose l'indicatif musical des lieux Lullaby of Birdland, en 1952,. Charlie Parker s'y produit en vedette (One Night in Birdland, 1950), ainsi que de nombreux jazzmen de légende de l'époque, dont Count Basie (Basie at Birdland (en), et siège de son Count Basie Orchestra), Miles Davis (Birdland 1951 (en)), Art Blakey (A Night at Birdland Vol. 1, 1954), Bill Evans (The 1960 Birdland Sessions), The Toshiko–Mariano Quartet (en) (Live At Birdland (en), 1960), John Coltrane (Live at Birdland, 1963), Joe Zawinul (Birdland, 1977), Dizzy Gillespie, Duke Ellington, Ella Fitzgerald, Lionel Hampton, Billie Holiday, Nina Simone, Sarah Vaughan, Quincy Jones, Michel Legrand, Oscar Peterson, Nat King Cole, Thelonious Monk, Charles Mingus, Bud Powell, Stan Getz, Dave Brubeck, Lester Young, Sammy Davis, Jr., Chet Baker...

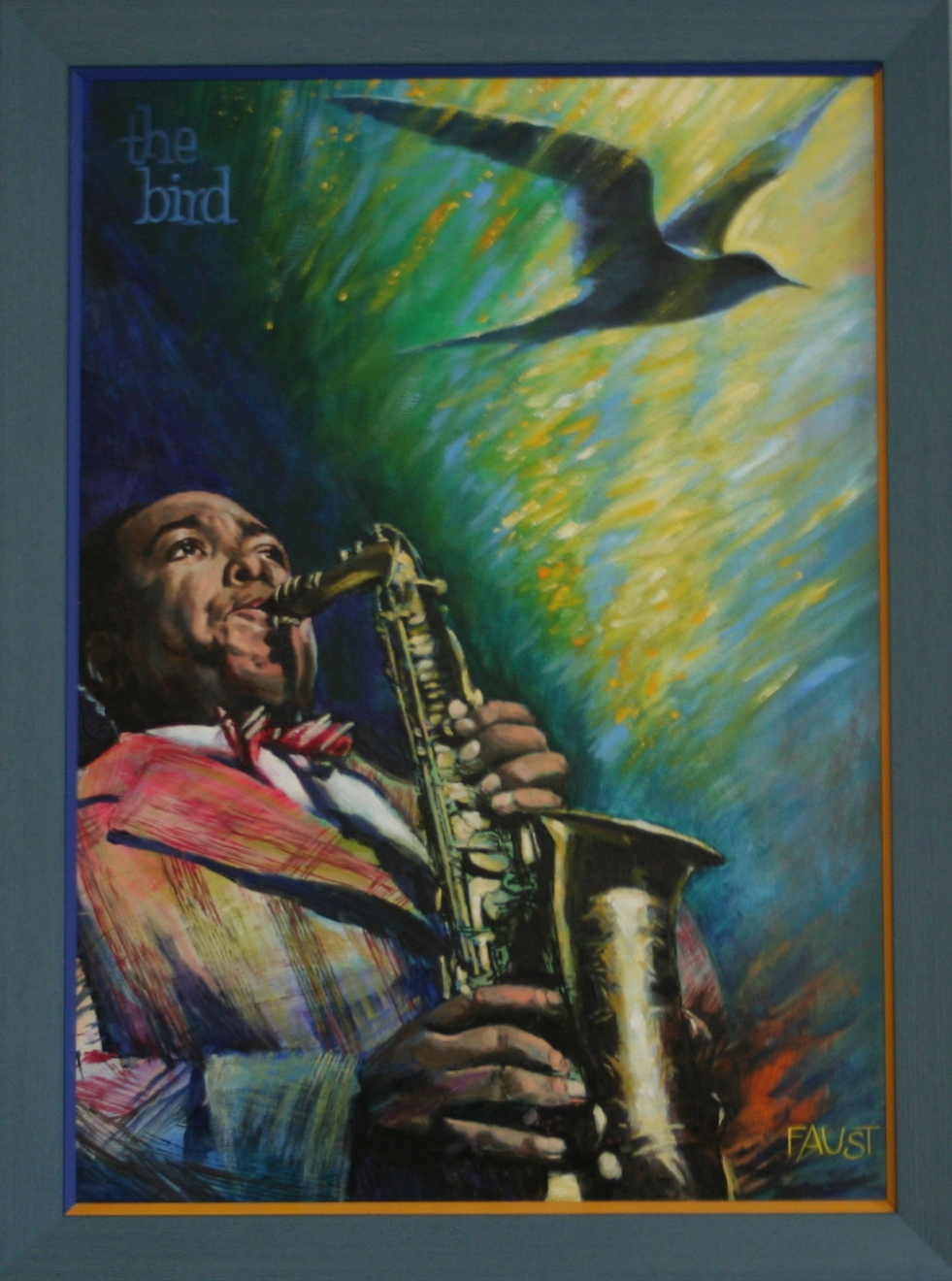
Charlie Parker (Bird)

Ce haut lieu de jazz new-yorkais (également surnommé The Jazz Corner of the World) de la 52e Rue (The Street of Jazz) est fréquenté entre autres par des habitués célèbres, dont Gary Cooper, Marilyn Monroe, Frank Sinatra, Marlene Dietrich, Ava Gardner, Judy Garland, ou encore Joe Louis et Sugar Ray Robinson..., avant de passer de mode avec la fin de l'ère du jazz et les débuts du rock 'n' roll et de la British Invasion des années 1960. Il ferme en 1965 (et ré-ouvre pour une nuit en 1979).

### Birdland (depuis 1986)
Un restaurateur new-yorkais (ami de Doris Parker, veuve de Charlie Parker) fait renaître  Birdland à Manhattan Uptown, près de Harlem (au 2745 Broadway Avenue, au niveau de la 106e rue), avant de l'établir finalement à Manhattan Midtown (dans la 44e rue, à l'ouest de la Huitième Avenue).
De nombreux jazzmen contemporains s'y produisent à nouveau, dont Pat Metheny, Lee Konitz, Diana Krall, Dave Holland (Pathways, Extended Play: Live at Birdland), Regina Carter, Tito Puente, Michel Petrucciani, Anaïs Reno ou Toshiko Akiyoshi (qui s'était produit dans le club d'origine, et y donne son dernier concert le 29 décembre 2003)...

## Au cinéma
- 1988 : Bird, de Clint Eastwood, film biographique, avec Forest Whitaker dans le rôle de Charlie Parker[13].
- 2016 : Born to Be Blue, film biographique de Robert Budreau (en), avec Ethan Hawke dans le rôle de Chet Baker[14].